# Russell Van Hout
Pour les articles homonymes, voir Van Hout.
Russell Van Hout est un coureur cycliste australien né le 15 juin 1976 à Adélaïde. Durant sa carrière, il évolue notamment au sein de l'équipe Colombia-Selle Italia pendant les années 2000, et devient notamment champion d'Australie sur route en 2006.

## Biographie
Van Hout passe professionnel en 2000 au sein de l'équipe Aguardiente Néctar-Selle Italia. 
En 2006, il rejoint l'équipe Savings & Loans où il reste quatre saisons. À deux reprises, en 2004 et 2005, il participe au Tour d'Italie. En 2005, il termine 153e du classement général. 
Sa saison la plus réussie est la saison 2005/2006 en Australie. Il remporte une étape, courant automne de l'Herald Sun Tour et en janvier une étape du Tour Down Under. Il devient également champion d'Australie, malgré sa troisième place sur la course. En effet, il est devancé par deux coureurs de moins de 23 ans, qui ne sont pas éligibles au titre décerné pour les élites. Grâce à ses résultats, il se classe troisième de l'UCI Oceania Tour 2006. 
En 2009, il met un terme à sa carrière de cycliste professionnel, mais il continue à participer à quelques courses dans son pays d'origine,. Il termine notamment quatrième du championnat d'Australie sur route 2010.

## Palmarès
- 2001
  - 3e du championnat d'Australie du contre-la-montre
- 2002
  - National Road Series
  - 1re et 6e étapes du Tour de Tasmanie
  - Classement général du Canberra Tour
  - 2e du Tour de Tasmanie
- 2003
  - Prologue du Tour de Grèce
  - 2e étape du Tour du Brabant-Septentrional
  - 2e du Tour du Brabant-Septentrional
  - 3e du championnat d'Australie du contre-la-montre interclubs
- 2005
  - 1re étape du Herald Sun Tour (contre-la-montre par équipes)
  - 3e du championnat d'Australie du contre-la-montre
- 2006
  -  Champion d'Australie sur route
  - Champion d'Australie-Méridionale sur route
  - 4e étape du Tour Down Under
- 2008
  - 1re étape du Mersey Valley Tour
- 2014
  - 2e étape du Tour of the Riverland
- 2023
  - John Venturi Memorial

## Résultats sur les grands tours

### Tour d'Italie
2 participations
- 2004 : 134e
- 2005 : 153e

## Classements mondiaux
| Année            | 2005 | 2006 | 2007 | 2008 | 2009 | 2010 |
| ---------------- | ---- | ---- | ---- | ---- | ---- | ---- |
| UCI Oceania Tour | 20e  | 6e   |      |      |      | 22e  |